# SC Erica
Sportclub Erica is een op 4 juli 1966 ontstane omnisportvereniging uit Erica, Drenthe, Nederland, waarbij de oprichtings datum (5 mei 1922) van de oudste fusieparter is aangehouden. De thuiswedstrijden worden op het sportcomplex "De Veenschappen" gespeeld.
Het standaardelftal speelt in het seizoen 2021/22 in de Derde klasse zondag van het KNVB-district Noord. Na veertien seizoenen in de Eerste klasse volgde degradatie in het seizoen 2016/17.

## Geschiedenis
Sportclub Erica is ontstaan uit de plaatselijke voetbalverenigingen VV Erica (opgericht 5 mei 1922) en Ericase Boys (opgericht 10 april 1930).
VV Erica
Men begon te voetballen achter café Fokkema en later verhuisde men naar het terrein van Pieter Vos. In 1935 kwam het terrein van Kanaalmaatschappij achter café Jonker (nu café The Spot) ter beschikking. Dit laatste terrein zal bij sommige wel bekend zijn om zijn roemruchte derby's.
Ericase Boys
Deze vereniging zette haar eerste pasjes op een terrein achter café Hof (nu autobedrijf Luth-Tangenberg), maar spoedig werd het veld achter de school "de Brummelbos" in gebruik genomen. Ook Ericase Boys moest tijdelijk uitwijken wegens een opknapbeurt naar 'de hel van Platzer'. Op 29 augustus 1959 was het in gebruik nemen van het nieuwe sportcomplex voor beide verenigingen een feit.
Fusie
Op 4 juli 1966 kwam de fusie tussen beide verenigingen tot stand. De nieuwe naam: Sportclub Erica. Het werd een zondagclub. Op 14 juli 1967 werd er een zaterdagafdeling aan toegevoegd. Een handbalafdeling werd opgericht op 26 februari 1971, en de zwem- en poloafdeling volgde op 14 maart 1979.

## Standaardelftal

### Sportieve hoogtepunten
Het eerste sportieve hoogtepunt van SC Erica was het seizoen 1972/73. Dit seizoen werd het klassekampioenschap in de Tweede klasse behaald wat promotie in hield naar de Eerste klasse, toenmalig het hoogste amateurniveau. Dankzij de vijfde plaats in het eerste seizoen (1973/74) in deze klasse kwalificeerde de club zich voor het seizoen 1974/75 voor de nieuw ingestelde Hoofdklasse waar het werd ingedeeld in HC. Als eerste amateurclub in het noorden stelde SC Erica een fulltime hoofdtrainer aan in de persoon van Cor Habermehl.
Naast SC Erica hadden nog drie Drentse club zich gekwalificeerd voor de Hoofdklasse: CEC, VV Emmen en CVV Germanicus. De Drentse derby's trokken toen veel toeschouwers. Een voorbeeld: de wedstrijd SC Erica - Germanicus werd door ongeveer 4000 toeschouwers bezocht. En omdat Erica niet alle mensen kwijt kon langs de kant van de zijlijn, werden boerenkarren gebruikt als 'noodtribunes'. Een andere opmerkelijke wedstrijd was de wedstrijd tussen SC Erica en VV Emmen. Het VARA-tv-programma FC Avondrood, met de presentatoren Frits Barend, Henk van Dorp en Piet Keizer, maakte opnamen van deze wedstrijd (5500 toeschouwers).
Na drie seizoenen in de Hoofdklasse degradeerde SC Erica. Na vier seizoenen in de Eerste klasse volgde degradatie naar de Tweede klasse. In het seizoen 1982/83 werd het eerste elftal, na twee jaar in de Tweede klasse te hebben verbleven, klassekampioen. Dit gebeurde onder leiding van trainer Cor van der Steen. Na vijf seizoenen degradeerde SC Erica in 1988 weer uit de Eerste klasse.
Na twee seizoenen in de Tweede klasse volgde degradatie naar de Derde klasse. In het tiende seizoen in de klasse werd, onder leiding van oud Erica speler Gerrie Benes, het klassekampioenschap behaald. In de Tweede klasse deed SC Erica goede zaken. In het tweede seizoen haalde het eerste elftal de finale van de nacompetitie. Op de velden van VV Hoogeveen moest SC Erica aantreden tegen Alcides uit Meppel. Er kwamen ongeveer 2500 toeschouwers op deze wedstrijd af. Deze wedstrijd werd met 1-0 verloren. In het derde seizoen werd het klassekampioenschap behaald. In het tweede seizoen in de Eerste klasse werd wederom de finale van de nacompetitie behaald. Na de gewonnen tweestrijd met SC Enschede en RKHVV (gemiddelde 1500 toeschouwers) wachtte SC Erica in de finale met RKVV STEVO uit Geesteren (Overijssel). De finalewedstrijd vond plaats op het sportpark van SVBO. Onder toeziend oog van 3500 toeschouwers werd deze wedstrijd met 2-0 verloren. Na deze verloren finale heeft SC Erica ook afscheid genomen van de langstzittende trainer Gerrie Benes. Na veertien seizoenen in de Eerste klasse volgde degradatie in het seizoen 2016/17.

### Competitieresultaten 1967–2019
| 7 2B |

| 6 2B |

| 4 2B |

| 2 2B |

| 3 2B |

| 7 2B |

| 1 2B |

| 5 1C |

| 3 B |

| 8 B |

| 13 B |

| 3 1D |

| 5 1C |

| 3 1C |

| 11 1C |

| 2 2B |

| 1 2B |

| 5 1C |

| 4 1C |

| 9 1C |

| 5 1C |

| 11 1C |

| 7 2B |

| 12 2B |

| 3 3C |

| 6 3C |

| 3 3C |

| 7 3C |

| 4 3C |

| 4 3C |

| 4 3D |

| 4 3D |

| 2 3A |

| 1 3A |

| 3 2K |

| 2 2K |

| 1 2K |

| 6 1F |

| 2 1F |

| 4 1F |

| 2 1F |

| 3 1F |

| 4 1F |

| 9 1F |

| 4 1F |

| 3 1F |

| 2 1F |

| 6 1F |

| 4 1F |

| 8 1F |

| 12 1F |

| 8 2L |

| 14 2L |

| - 3C |

| Hoofdklasse | Eerste klasse | Tweede klasse | Derde klasse |

In elke staaf van de grafiek staat van boven naar beneden vermeld: 
- Eindnotering

Dit is de positie die de club heeft bereikt in de competitie, zonder eventuele beslissings-, play-off- of nacompetitiewedstrijden die nodig zijn geweest om bijvoorbeeld de kampioen van de competitie te bepalen.
Indien een * achter het getal staat is de notering een tussenstand en kan het zijn dat de notering niet overeenkomt met de uiteindelijke eindstand van de competitie.
Staat er een - dan is het seizoen nog bezig en is er geen definitieve uitslag bekend.
Staat er xx op de positie van de notering, dan heeft de club vroegtijdig de competitie verlaten. Dit kan onder andere komen door terugtrekking van het team, faillissement van de club of door een uitgedeelde straf van de KNVB. In veel gevallen staat elders in het artikel de reden vermeld.
Staat er een ? dan is het resultaat uit het verleden onbekend, en is alleen de competitie of het niveau bekend van dat seizoen.
In de seizoenen 2019/20 en 2020/21 werd wegens de coronacrisis het amateurvoetbal afgebroken. Daardoor kennen deze staven geen eindklassering (middels -- weergegeven).
- Competitieniveau en afdelingsletter of Officiële eindstand Eredivisie
  - Competitieniveau en afdelingsletter

Hierbij geeft het getal het niveau weer, dat ook terug te vinden is in de legenda. De letter is de afdelingsaanduiding en wordt gebruikt wanneer er meer afdelingen zijn op hetzelfde niveau. De afdelingsletter is altijd een hoofdletter en wordt meestal zonder nummer gebruikt.
Voorbeeld: 2F is niveau 2e klasse competitie F.
Het competitieniveau en nummer wordt niet vermeld wanneer er slechts één competitie van dit niveau was.
  - Officiële eindstand Eredivisie (getal staat tussen haakjes vermeld)

Sinds de introductie van play-offwedstrijden voor Europees voetbal na afloop van de reguliere competitie in 2005/06, is de KNVB verplicht een eindstand van de Eredivisie door te geven aan de UEFA aan de hand van deze play-offwedstrijden.
Bij deze eindstand staan clubs die zich hebben gekwalificeerd voor Europees voetbal hoger dan clubs die zich niet wisten te kwalificeren. Indien er geen verschil was tussen de eindnotering en de officiële eindstand, staat dit getal niet vermeld.

- Onderafdeling

Hier staat afgekort de naam van de onderafdeling indien de club in dat jaar in een onderafdeling uitkwam. Tevens staat deze afkorting in de legenda en wordt gelinkt naar het artikel over deze onderafdeling. Deze afkorting wordt alleen vermeld wanneer de club in het verleden in verschillende onderafdelingen heeft gespeeld. Deze vermelding is in de staaf altijd in kleine letters. Deze onderafdelingen zijn na het seizoen 1995/96 afgeschaft. Heeft de club in slechts één onderafdeling gespeeld, dan is dit alleen terug te vinden in de legenda.
Onder de staaf staat het jaartal vermeld waarin het seizoen is afgesloten. 15 verwijst naar het seizoen 2014/15 of eventueel het seizoen 1914/15.
Wanneer een staaf leeg is, zijn deze gegevens niet bekend. Het kan ook zijn dat de club dat seizoen niet heeft meegespeeld op het hogere amateurniveau, vroegtijdig de competitie heeft verlaten of uit de competitie is gezet.

In het seizoen 1944/45 was er wegens de Tweede Wereldoorlog geen regulier competitievoetbal.

### Trainers
| Jaar        | Trainer                                             |
| ----------- | --------------------------------------------------- |
| 1965 - 1968 | Roel Klaassens                                      |
| 1968 - 1969 | E. Smit                                             |
| 1969 - 1972 | Jannes van Veen                                     |
| 1972 - 1973 | Dirk Schievink                                      |
| 1973 - 1975 | Cor Habermehl                                       |
| 1975 - 1978 | Altinus Kuipers                                     |
| 1978 - 1980 | Thiemo Meertens                                     |
| 1980 - 1981 | Kasper Ensink                                       |
| 1981 - 1983 | Cor van der Steen                                   |
| 1983 - 1986 | Willy Hoogenberg                                    |
| 1986 - 1988 | Wim Fokkema (seizoen niet afgemaakt, december 1988) |
| 1988 - 1990 | Jan Poelman/ Hennie Rohling                         |
| 1990 - 1992 | Harm ter Stege                                      |
| 1992 - 1993 | Dolf Kamies (seizoen niet afgemaakt, december 1992) |
| 1993 - 1995 | Henk Reuvers                                        |
| 1995 - 2005 | Gerrie Benes                                        |
| 2005 - 2006 | Claus Boekweg                                       |
| 2006 - 2009 | René Bakhuis                                        |
| 2009 - 2011 | Harold Brunsting                                    |
| 2011 - 2014 | André Mulder                                        |
| 2014 - 2016 | Arthur van der Veen                                 |
| 2016 - 2017 | Claus Boekweg                                       |
| 2017 - 2020 | Erwin Sikkes                                        |
| 2020 - 2022 | Herman Scherpen                                     |

SC Angelslo · VV Bargeres · VV C.E.C. · VV Drenthina · DVC '59 · DZOH · VV EHS '85 · FC Emmen · VV Emmen · Erica '86 · SC Erica · FC Klazienaveen · NWVV · SC Roswinkel · VV Schoonebeek · VV SVBC · VV SVBO · SVV '04 · VV Titan · SV Twedo · VV VEV · VV Weerdinge · Weiteveense Boys · WKE '16 · VV Zandpol · SC Zwartemeerse Boys

Voormalig: SC Drente· VV Klazienaveen· VV Zwartemeer